# Aldo Locatelli
Aldo Locatelli (Bergamo, 18 agosto 1915 – Porto Alegre, 3 settembre 1962) è stato un pittore italiano.

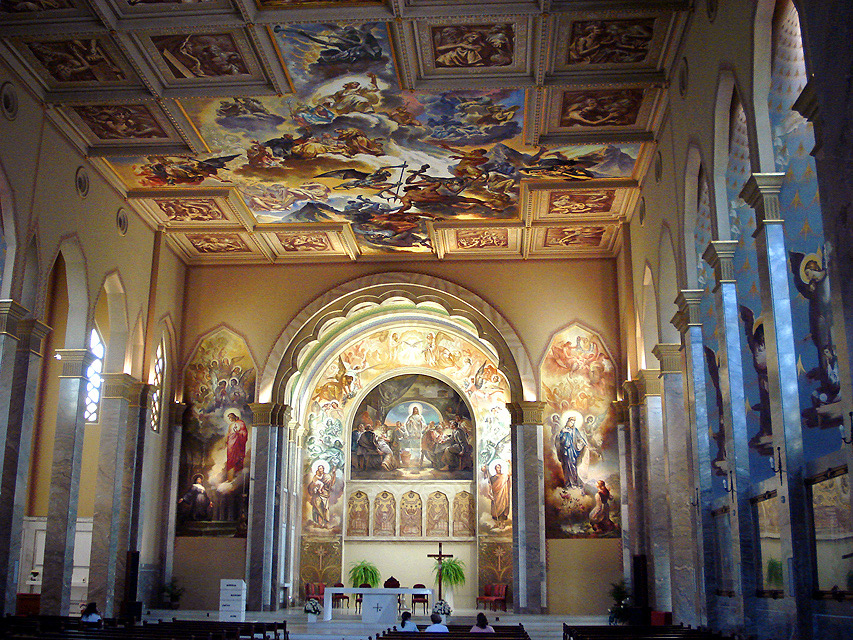
Parte interna della chiesa di San Pellegrino a Caxias do Sul.

Aldo Locatelli è nato a Villa d’Almè il 18 agosto 1915 da modesta famiglia. Dall'età di dieci anni in seguito al contatto con alcuni restauratori che lavoravano nella chiesa locale, in particolare Fermo Terragni, espresse interesse per la pittura. Questo avrebbe destato preoccupazione nel padre, che immaginava per il figlio un futuro più prospero di quanto l'arte avrebbe potuto concedergli, ma incoraggiato ed irremovibile, dopo la licenza elementare viene iscritto alla "Fantoni", un'importante e qualificata scuola d'arte di Bergamo. Si iscrive all'Accademia Carrara di Belle Arti di Bergamo frequentando il corso di scuola di pittura. Dopo la Carrara si perfeziona con un periodo di studi a Roma. Il suo primo lavoro avviene in collaborazione con il pittore Sandro Pinetti nell'affresco della parrocchiale di Bruntino nel 1935. In questo periodo conosce don Camillo Salvi curato di Villa d'Almè.
Nel 1937 Taragni gli propone di recarsi a Pompei a collaborare con i vari artisti impegnati nei lavori di decorazione del Santuario. Per il Locatelli è stata un'esperienza rilevante: il contatto con tanti artisti è un grande stimolo per lui. Nel 1938 Taragni lo manda a Tortona con Emilio Sessa e Andra Mandelli per il restauro di una vecchia decorazione neo-gotica nel duomo.
Nel 1940, mentre lavora a Concorezzo viene richiamato alle armi. Dopo un congedo per la morte del padre viene nuovamente mobilitato ed assegnato al gruppo Lancieri "Vittorio Emanuele II" di stanza ad Ospedaletti. A seguito dello sbandamento dovuto all'abbandono di re Vittorio Emanuele III si trasferisce a Brindisi dove lo raggiunge una triste notizia: il 15 settembre 1943 il fratello Angelo (Nino) è fra le vittime della rappresaglia tedesca sui monti di Salandra, in provincia di Matera (al fratello dedicherà i suoi affreschi di Santa Croce).
Il 27 aprile 1946, nella chiesa parrocchiale di Saint-Vincent, sposa Maria Mercedes Biancheri, conosciuta ai tempi di Ospedaletti. La moglie appartiene a una famiglia benestante di Bordighera. Sempre in quell'anno è chiamato a Genova per partecipare alla gara per l'affresco della cupola della chiesa Pontificia Collegiata Abbaziale di Nostra Signora del Rimedio. Il Locatelli risulta vincitore del concorso. L'opera lo tiene occupato da settembre 1946 fino a marzo 1947. 
Mentre è impegnato in queste opere l'amico e compagno di lavoro Emilio Sessa gli propone di partire per il Brasile per decorare la cattedrale di Pelotas, importante centro industriale del Rio Grande do Sul.
Per il protrarsi dei lavori si fanno raggiungere dalle loro famiglie dal momento che si trovano a loro agio in questo nuovo ambiente.
L'ultima sua opera, il Sacro Cuore di Gesù, non è stato terminato per la morte a Porto Alegre, avvenuta il 3 settembre del 1962 all'età di 47 anni, probabilmente vittima della continua inalazione dei vapori di prodotti chimici, usati nelle tinte utilizzate. Aldo Locatelli è sepolto nel cimitero São Miguel e Almas a Porto Alegre.